# Смречє-в-Чрні
Смречє-в-Чрні (словен. Smrečje v Črni) — поселення в общині Камник, Осреднєсловенський регіон, Словенія. Висота над рівнем моря: 686,6 м.